# Noboribetsu Onsen

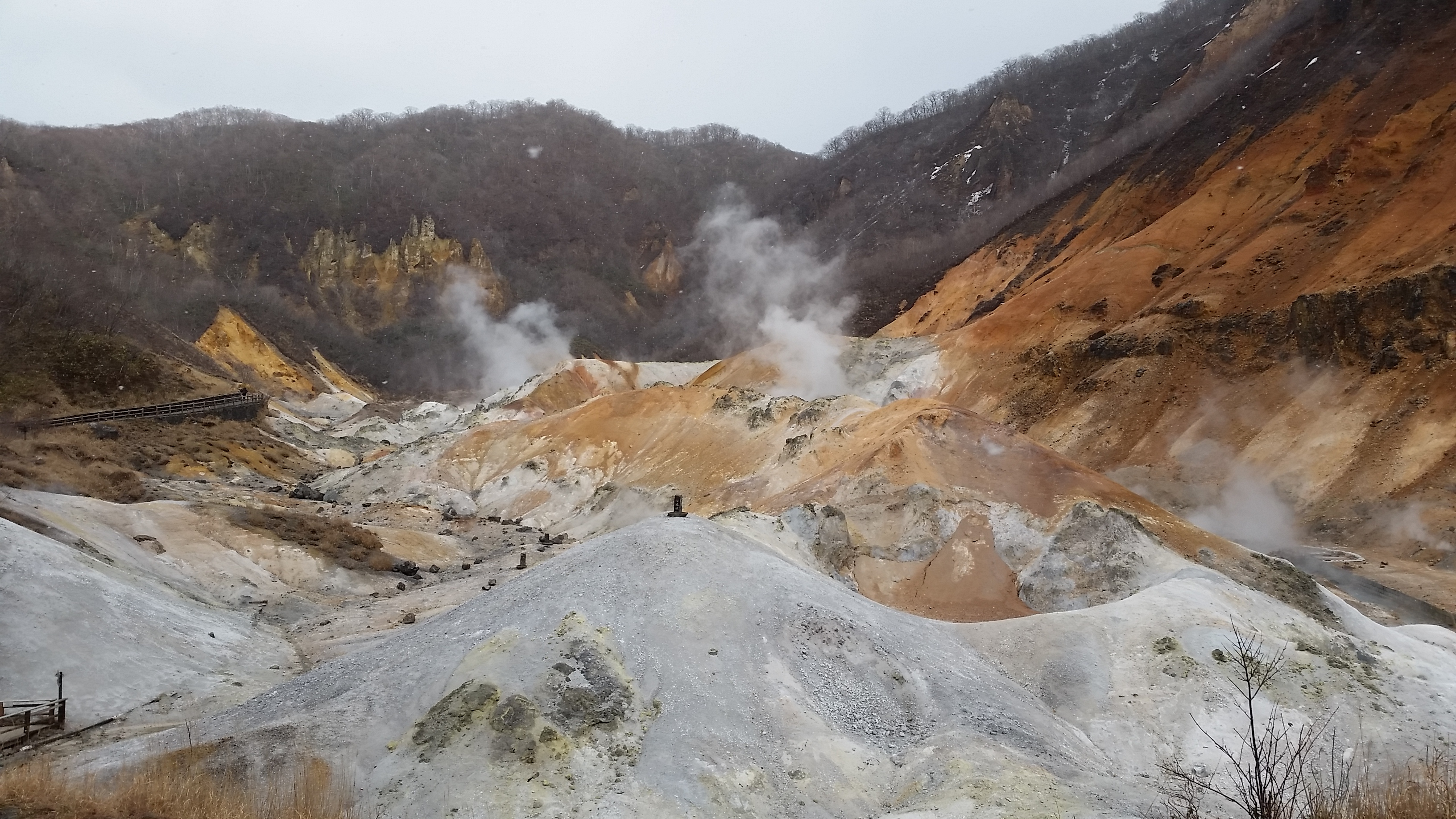
Noboribetsu Onsen

Noboribetsu Onsen (en japonés:登別温泉) son unas aguas termales de origen volcánico, sus aguas son de nueve tipos diferentes pero destacan las sulfúricas y las ácidas. Los visitantes pueden pasearse por este lugar, donde además se encuentran tiendas de recuerdos, es costumbre verles ataviados con una yukata. Lo más característico de este lugar es el olor a azufre.
Lleva actuando desde 1850 como fuente termal.

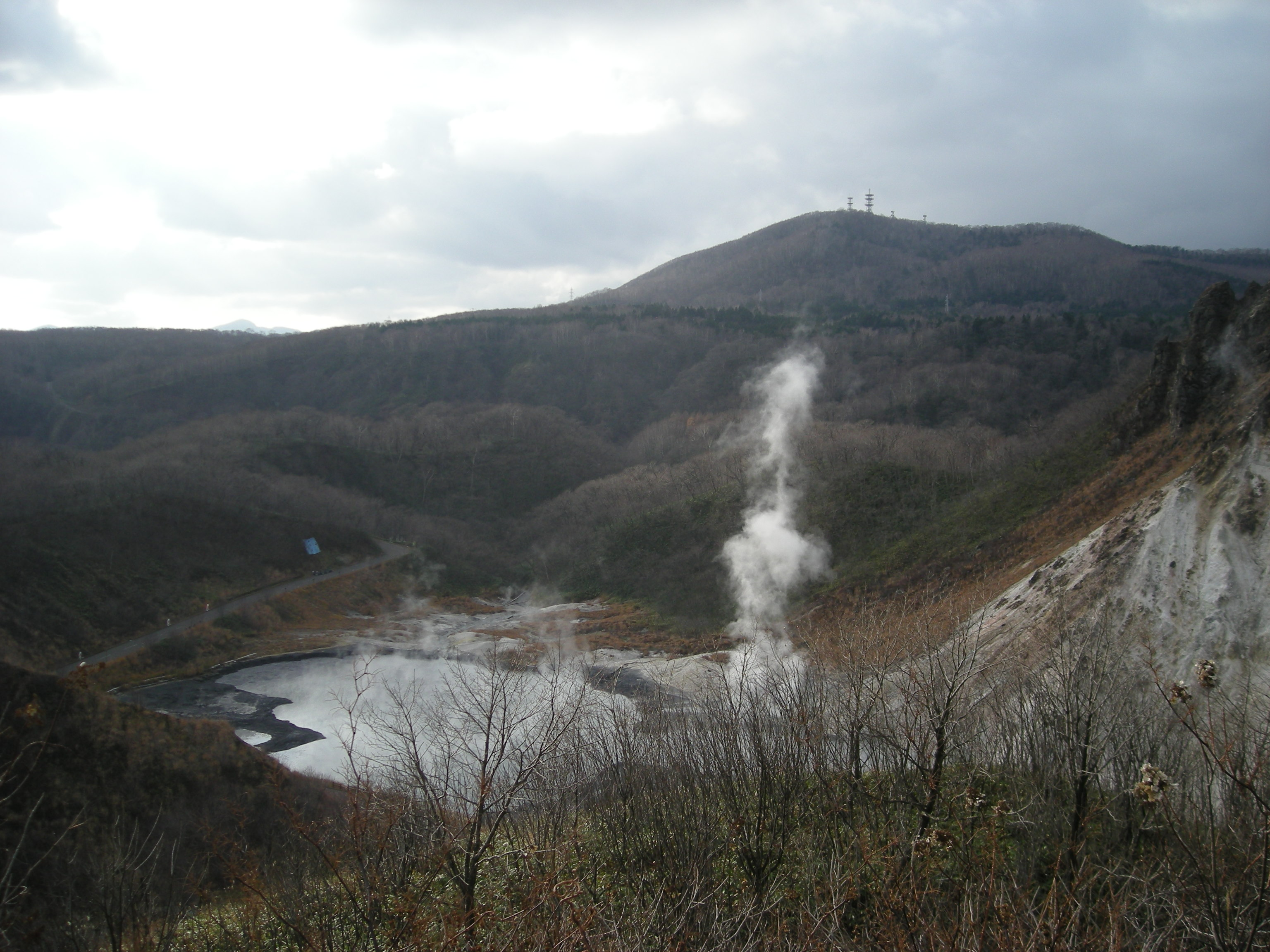
El agua de Noboribetsu Onsen

## Ubicación
Esta ciudad Onsen está situada al sur de Sapporo, la ciudad principal de la isla de Hokkaido, en Japón.

## Tipos de agua
Con muchos tipos de agua las que más destacan son la sulfúrica y la ácida. Se cree que tienen el poder de curar enfermedades y dolencias.
Cabe decir que son muchas las creencias que se tienen alrededor de las propiedades de curación de este tipo de aguas termales en todo Japón, esta técnica curativa recibe el nombre de Sayu Japonés, donde se considera que el agua forma parte del ser humano y que como tal está capacitada para curarnos de nuestros problemas de salud.

## Jigokudani

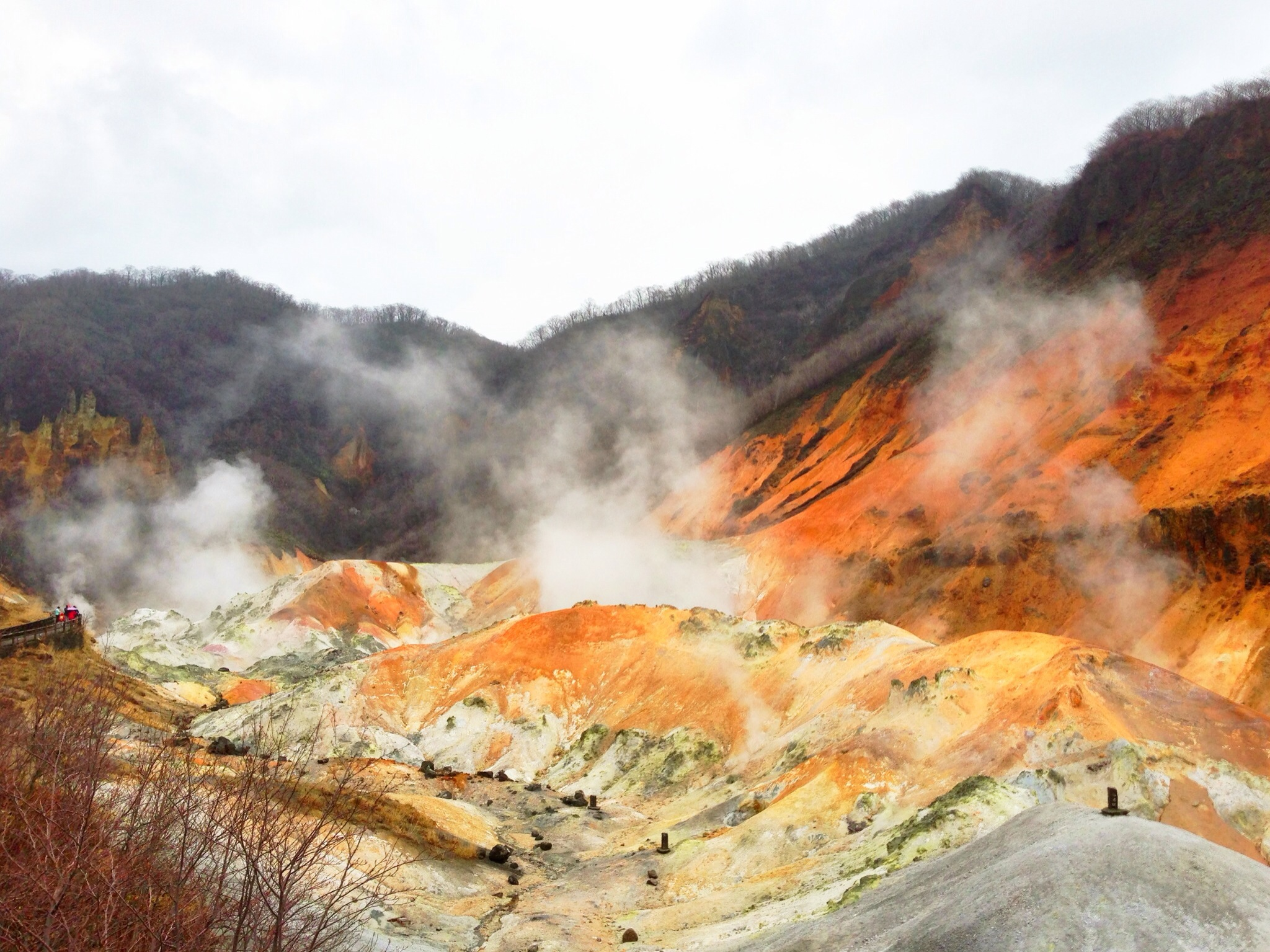
Jigokudani o Valle del Infierno

Jigokudani o Valle del Infierno es una de las partes más importantes de esta ciudad onsen, expulsa gases volcánicos que dan origen a las aguas termales llenas de minerales. La razón por la cual este valle es llamado así es porque se cree que está habitado por oni, demonios del folclore japonés. El olor que desprenden los gases volcánicos ha dado lugar a que se crea que solo los demonios están capacitados para soportarlos.
Se encuentra dentro del parque nacional Shikotsu-Toya de Hokkaido. Es un lugar muy visitado por los turistas y fue formado por la erupción del Monte Kuttara hace más de 2 milenios.

## Otros onsen
Takayu Onsen, Kusatsu Onsen, Okushiobara Onsenkyo,Nozawa Onsen, Okuhida Onsenkyo, Totsukawa Onsenkyo, Tawarayama Onsen y Beppu Onsen. Estas ciudades termales son de las más visitadas de Japón, son un reclamo turístico y además un lugar de exposición de su cultura y de su relación con el agua.